# Klosters
Klosters egy község Svájcban Graubünden kantonban. Lakosainak száma 4437 fő (2017. december 31.). Klosters Conters im Prättigau, Davos, Saas im Prättigau, Susch, Langwies, Lavin és Arosa községekkel határos.

## Népesség
| Lakosok száma | 4476 | 4437 | 4449 |
|               | 2016 | 2017 | 2018 |